# Сиэтлская всеобщая забастовка
Сиэтлская всеобщая забастовка длилась с 6 по 11 февраля 1919 года. В это время более 65000 рабочих прекратили работать в городе Сиэтл, штат Вашингтон. Недовольные рабочие из нескольких профсоюзов начали забастовку, с требованиями о повышении их заработной платы. Многие другие местные профсоюзы, включая членов Американской федерации труда и Индустриальных рабочих мира, присоединились к забастовке. Хотя забастовка была ненасильственная и продлилась менее недели, правительство, пресса и большая часть общественности были убеждены, что забастовка была радикальной попыткой свергнуть власть. Некоторые комментаторы подняли тревогу и назвали это работой большевиков и других антиамериканских идеологов, что стало первым шагом к началу Первой Красной угрозы.

## Предпосылки
В эти годы всё большее число рабочих вступало в профсоюзы. Количество членов в профсоюзах с 1915 по 1918 год увеличилось на 400 процентов. В то же время, рабочие в США, в частности на северо-западе тихоокеанского побережья, становились всё более радикальными, и многие из них поддерживали революцию в России и работали над аналогичной революцией в США. Например, осенью 1919 года сиэтлские грузчики отказались грузить оружие, предназначенное для Белой армии и нападали на тех, кто пытался его грузить.
Большинство профсоюзов в Сиэтле были официально связаны с AFL, но идеи рядовых работников, как правило, были более радикальными, чем их руководителей. Местные лидеры от времени обсуждали политику работников в Сиэтле. В июне 1919 года:
Я верю, что 95 процентов из нас согласится, что рабочие должны контролировать промышленность. Почти все из нас согласятся на это, но методы достижения этого очень разные. Некоторые думают, что мы можем получить контроль совместными действиями, кто-то, что с помощью политики, а другие думают, что через забастовки.
Один журналист описал метод пропаганды по вопросам революции в России:
В течение некоторого времени эти брошюры были замечены на сотнях трамваях и паромах Сиэтла, их читают люди с верфей по пути на работу. Для бизнесменов в Сиэтле это было неприятно, им было ясно, что работники добросовестно и энергично изучали то, как организовать их приход к власти. Рабочие в Сиэтле уже говорили о рабочей власти, как о реальной политике недалекого будущего.

## Забастовка

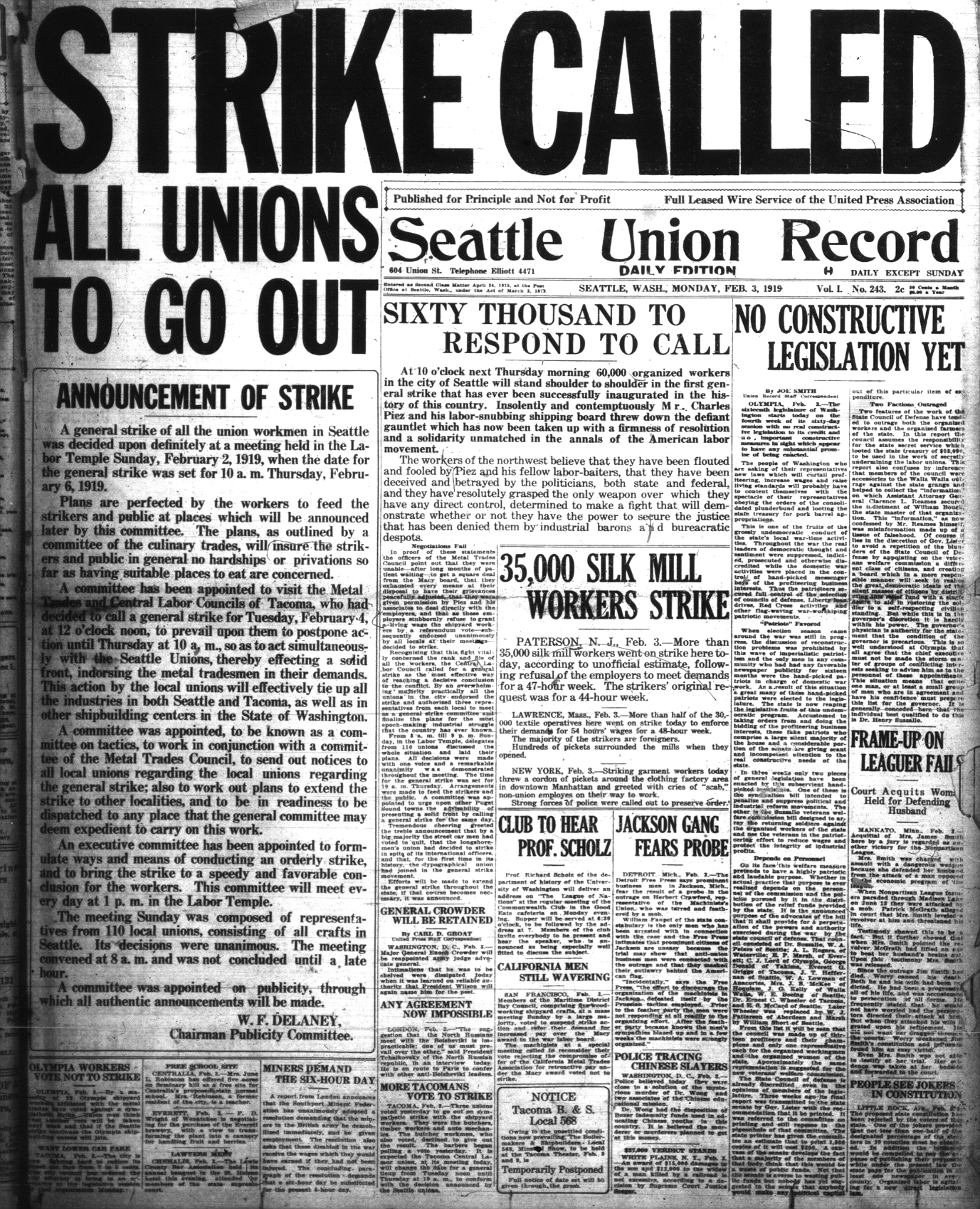
Первая страница газеты Union Record
Понедельник, 3 февраля, 1919

Спустя несколько недель после того, как закончилась Первая мировая война, профсоюзы судостроительной промышленности Сиэтла потребовали увеличения платы для чернорабочих. В попытке расколоть людей в союзе, владельцы верфи предложили увеличить зарплаты только квалифицированным рабочим. Профсоюз отклонил это предложение, и 35 000 рабочих верфи Сиэтла забастовали 21 января 1919 года.
Споры разразились, когда Чарльз Пиз, глава Emergency Fleet Corporation (EFC), предприятия, созданного федеральным правительством как военная мера и крупнейший работодатель в промышленности, послал телеграмму владельцам верфи, с угрозой расторгнуть контракты, если они увеличат зарплаты. Сообщение, предназначенное для владельцев Ассоциации Металлургической Отрасли, было случайно передано профсоюзу Металлургической Отрасли. Рабочие верфи ответили гневом, направленным и на их работодателей и на федеральное правительство, у которого, через EFC, были свои корпоративные интересы.
Рабочие немедленно обратились в Центральный Трудовой Совет Сиэтла с просьбой о всеобщей забастовке. Члены различных профсоюзов проголосовали почти единодушно в пользу забастовки, за неё голосовали даже традиционно консервативные союзы. Целых 110 местных профсоюзов официально поддерживали призыв ко всеобщей забастовке, которая началась 6 февраля 1919 года в 10:00.

## Жизнь во время забастовки
Во время забастовки было создано общественное объединение, состоящее из рядовых работников и бастующих местных жителей, названное Генеральный забастовочный комитет. Он действовал как «виртуальное контр-правительство для города» Комитет был организован для того чтобы предоставить жизненно-необходимые услуги людям Сиэтла во время забастовки. Например, мусор, который представлял опасность для окружающих, был собран, также пожарные продолжали нести свою службу. Продолжение работы отдельных учреждений требовало разрешения забастовочного комитета. В общем, работу нельзя было останавливать, если это угрожало жизни..
В других случаях рабочие действовали по собственной инициативе, чтобы создать новые учреждения. Водители молочных фургонов, после того как их работодатели отказали в праве держать маслодельни, создали систему распределения из 35 молочных станций. Также была создана система распределения продуктов питания. Забастовщики платили по двадцать пять центов за еду, а остальные люди платили тридцать пять центов. Тушеная говядина, спагетти, хлеб, и кофе раздавались бесплатно.
Армия ветеранов создала альтернативную полицию, для того чтобы поддерживать порядок. Группа под названием Охрана труда ветеранов войны запретила применение силы, не носила оружия, и использовала только убеждение. Регулярные полицейские силы не производили никаких арестов из-за действий, связанных с забастовкой, и общее число арестов сократилось более чем в 2 раза от их нормального числа. Мэр Джон Моррисон, находящийся в Сиэтле сказал, что никогда не видел город таким тихим и спокойным.
Методы организации, принятые бастующими рабочими, имели сходство с анархо-синдикалистскими идеями, возможно это отражало влияние Индустриальных рабочих мира, хотя только некоторые из забастовщиков имели официальное отношение к ИРМ.

## Радикальные взгляды

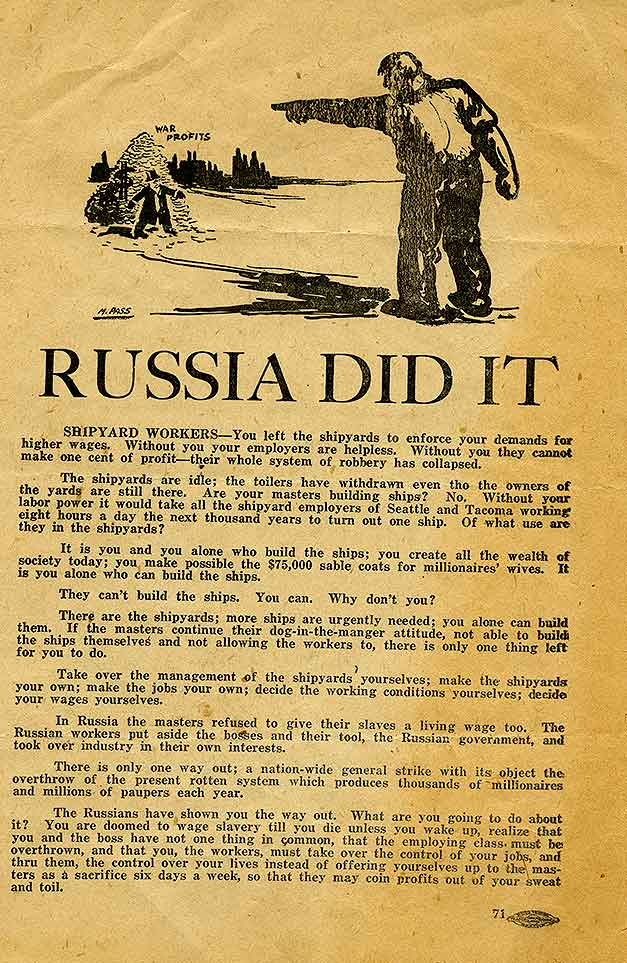
Брошюра «Россия сделала это»

Революционные брошюры были разбросаны по улицам города. Одна из них называлась «Россия сделала это», в ней было написано: 
Русские показали нам выход. Что вы собираетесь делать с этим? Вы обречены быть рабами, до тех пор пока не умрёте или не откроете глаза, поймите, что Вы и босс не имеете ничего общего, эксплуатирующий нас класс должен быть свергнут, и ты, рабочий, должен иметь контроль над своей работой, и через неё иметь контроль над своей жизнью, вместо того чтобы быть жертвой шесть дней в неделю, а они будут получать прибыль из твоего пота и тяжёлого труда.RUSSIA DID IT
В редакционной статье в Seattle Union Record, газете профсоюза, активистка Анна Луиза Стронг, попыталась описать власть и потенциал всеобщей забастовки:
Закрытие промышленности в Сиэтле, КАК ЗАКРЫТИЕ, никак не повлияет на господ. Они позволят разлететься всему северо-западному региону на куски, пока это не затронет их денег.
Но идёт закрытие отраслей промышленности Сиэтла, контролируемых капиталистами, в то время как рабочие организуются чтобы накормить людей, для ухода за младенцами и больным, для сохранения порядка — это будет мешать им, для них это выглядит как захват власти со стороны работников.
Рабочие не только не закроют промышленность, они вновь откроют новые рабочие места, промышленность будет под управлением соответствующих органов, которые будут делать то, что необходимо для сохранения общественного здоровья и общественного спокойствия.
ПОД СОБСТВЕННЫМ УПРАВЛЕНИЕМ

И именно поэтому мы говорим, что выходим на дорогу, про которую никто не знает, куда она ведёт!Seattle Union Record, Анна Луиза Стронг
Газеты по всей стране перепечатывали выдержки из статьи А. Стронг.

## Конец всеобщей забастовки
Мэр Хэнсон подключил дополнительные отряды полиции и войска, чтобы привести жизнь в Сиэтле в порядок, хотя не было никакого беспорядка, а также, возможно, чтобы занять места бастующих рабочих.
Профсоюзные чиновники, особенно более старшие и на более высоком уровне рабочего движения, боялись, что если их тактика потерпит неудачу, то под угрозой будет их организационная деятельность. Члены профсоюза, возможно, видя силу правительства и помня о проблемах их руководителей, начали возвращаться к работе.
На 7 февраля, мэр Хэнсон имел в своём распоряжении федеральные войска и 950 морских пехотинцев, которые были размещены по всему городу. К этим войскам он добавил 600 полицейских и нанял 2 400 охранников с ограниченными полномочиями, которые по большей части были студентами из Вашингтонского университета. 7 февраля Мэр Хэнсон угрожал забастовщикам тем, что выпустит на них 1500 полицейских и 1500 военных, но как оказалось это были всего лишь угрозы. Мэр продолжил свою словесную атаку и сказал, что «забастовка солидарности была в точности как в Петрограде». Мэр так же сказал репортёрам, что войска и полиция «застрелят любого, кто попытается взять на себя правительственные функции».
Международные отделы некоторых профсоюзов и общенациональное руководство AFL начали давить на Комитет по Всеобщей забастовке и отдельные профсоюзы, чтобы те закончили забастовку. 
Некоторые местные жители поддались этому давлению и вернулись к работе. Исполнительная комиссия Комитета по Всеобщей забастовке, на который оказывает давление AFL и Международные организации труда, предложила закончить всеобщую забастовку в полночь 8 февраля, но их рекомендация была отвергнута Комитетом по Всеобщей забастовке. 8 февраля, некоторые из водителей трамваев вернулись на рабочие места и восстановили движение на критически важных маршрутах. Затем вернулись к работе водители и разносчики газет. 10 февраля Комитет по Всеобщей забастовке проголосовал, за окончание забастовки, и 11 февраля к полудню она закончилась.
О причинах окончания забастовки было сказано: 
Было сильное давление от международных чиновников профсоюзов, от исполнительных комитетов профсоюзов, от «лидеров» рабочего движения, даже от тех лидеров, которые до сих пор называют себя «большевиками». Вдобавок ко всему было давление непосредственно на рабочих, но им угрожали не потерей рабочих мест, а потерей места проживания в городе.
Город был фактически парализован на 5 дней, но всеобщая забастовка затем всё же закончилась. Забастовка на верфи, в поддержку которой началась всеобщая забастовка, продолжилась.

## Последствия

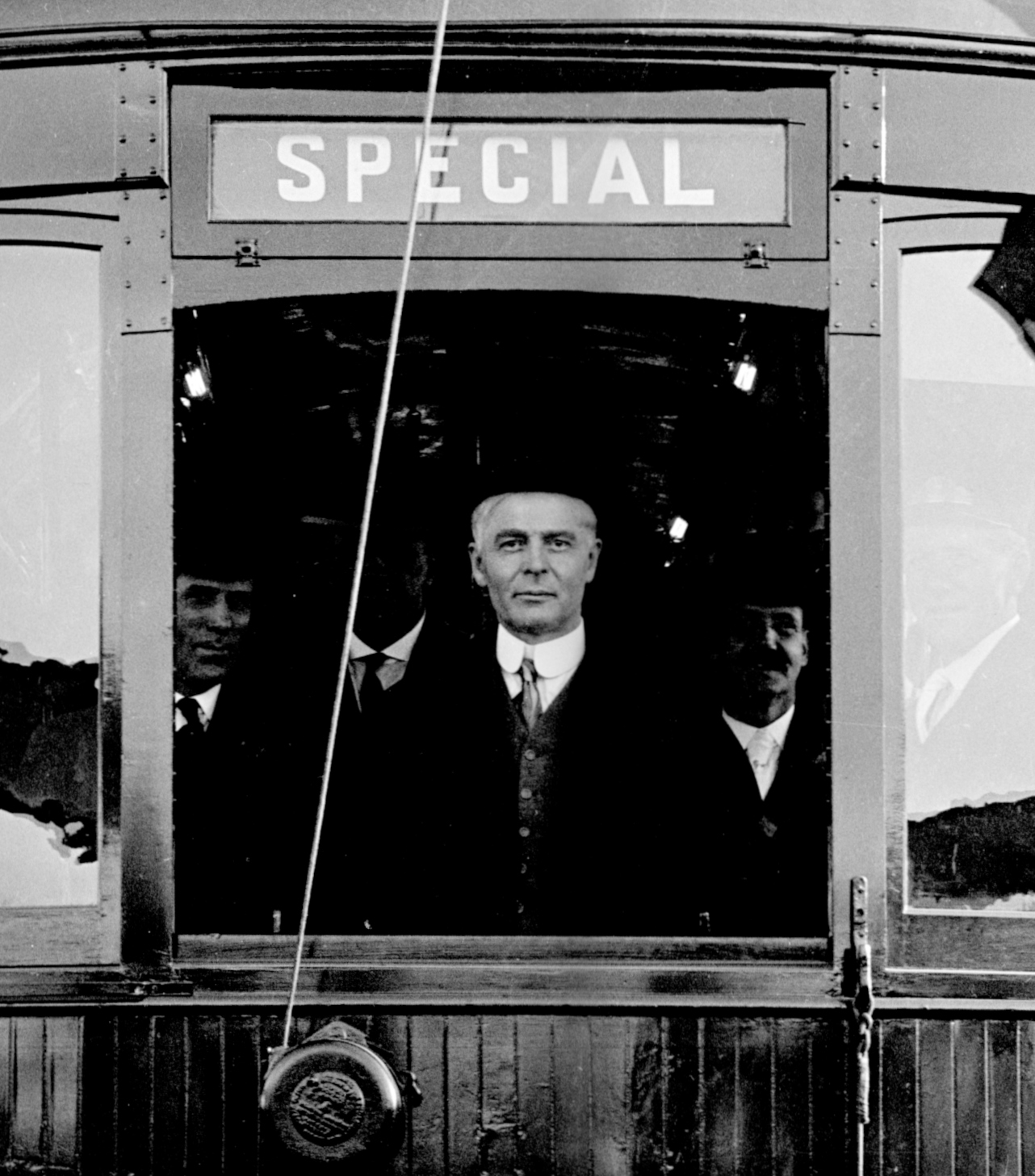
Мэр Сиэтла Оли Хэнсон, 1 июля, 1919 года

Немедленно после окончания всеобщей забастовки, тридцать девять участников IWW были арестованы как «анархистские главари», несмотря на их крайне малую роль в развитии событий.
Пресса хвалила мэра Сиэтла Оли Хэнсон за подавление забастовки. Он ушёл в отставку спустя несколько месяцев и гастролировал по стране с лекциями об опасности «внутреннего большевизма». Через 7 месяцев он заработал 38 000$, что было равносильно его окладу за 5 лет работы мэром. Он согласился, что всеобщая забастовка была революционным событием. По его мнению, тот факт, что забастовка была мирная, тем не менее, доказывает её революционные намерения. Он писал:
Так называемая забастовка солидарности в Сиэтле была попыткой переворота. То, что не было никакого насилия, не меняет этот факт… Намерением бастующих было свержение промышленной системы. Правда, не было никакого оружия, никаких бомб, никаких убийств. Революция, я повторяю, была ненасильственная. Всеобщая забастовка, как это практиковалось в Сиэтле, само по себе оружие революции, но более опасное, потому что тихое. Что преуспеть в этом, надо остановить всё; остановить жизнь в обществе… Это выводит правительство из строя. Но всё же это восстание, независимо от того как это достигнуто.Оли Хэнсон
На Конгрессе, в Сенате США, 7 февраля, только спустя день после начала всеобщей забастовки объявили о расширении прав Комиссии Овермана при расследовании следа немецких шпионов и большевистской пропаганды. Комитет начал слушания 11 февраля, в день, когда забастовка закончилась. Его сенсационный отчёт детально показывал большевистские зверства и угрозу внутренних агитаторов склонить народ к революции и к отмене частной собственности. Радикализм рабочих, представленный на Сиэтлской Всеобщей забастовки, вписывается в концепцию американских угроз правительству.

## Заметки
1. ↑  History Committee of the General Strike Committee Архивная копия от 10 августа 2011 на Wayback Machine, accessed June 6, 2011
2. ↑  Hagedorn, 86-7
3. 1 2  Brecher, 122
4. 1 2  Brecher, 126
5. ↑  Brecher, 124-5
6. 1 2  Hagedorn, 87
7. ↑  Foner, 73-4
8. ↑  Foner, 73
9. ↑  Sobel, Robert. Coolidge: An American Enigma (неопр.). — Washington, D.C.: Regnery Publishing, Inc.[англ.], 1998. — С. 124.
10. 1 2  Foner, 75
11. ↑  Foner, 74
12. ↑  Foner, 76
13. ↑  Foner, 75-6
14. ↑  Murray, 65-6; Hagedorn, 180
15. ↑  Hagedorn 59,147-8; Murray,94-8

Специально для Anarcho News

## Внешние ссылки
- Seattle General Strike Project at the University of Washington
- Seattle Strikes Exhibit at the University of  Washington Library
- "An Account of What Happened in Seattle and Especially in the Seattle Labor Movement, During the General Strike, February 6 To 11, 1919," by the History Committee of The General Strike Committee

### Архивы
- The King County Labor Council of Washington (Seattle, Wash.) Records, 1889-2003. 38.26 cubic feet At the Labor Archives of Washington State, University of Washington Libraries Special Collections. The Martin Luther King County Labor Council is the successor organization to the Seattle Central Labor Council. This collection contains records relating to the Seattle General Strike of 1919.